# Cy Whittaker's Ward
Cy Whittaker's Ward er en amerikansk stumfilm fra 1917 af Ben Turbett.

## Medvirkende
- William Wadsworth som Cy Whittaker
- Shirley Mason som Emily Thomas
- W.H. Burton som Herman Atkins
- Carter B. Harkness som Richard Thomas
- Mary Elizabeth Forbes som Phoebe Daws